# Carol Couture
Pour les articles homonymes, voir Couture (homonymie).
Carol Couture, né le 8 octobre 1945 à Jonquière, est un archiviste, professeur et chercheur québécois ayant contribué à la reconnaissance des archives et à l'avancement de l'archivistique, notamment dans la formation offerte à l'École de bibliothéconomie et des sciences de l'information (Université de Montréal). Il a transformé le paysage éducationnel, politique et culturel de l’archivistique au Québec et a donné à la discipline archivistique une renommée québécoise, canadienne et internationale.  

## Biographie
Il naît le 8 octobre 1945 à Jonquière. Dès ses jeunes années, Carol Couture démontre un grand intérêt pour l’archivistique. Il travaille sous la supervision de l’abbé Jean-Paul Simard au Petit Séminaire de Chicoutimi et avec Mgr Victor Tremblay, le fondateur de la Société historique du Saguenay. Il s’intéresse aux démarches de ces deux historiens qui accordent un immense souci au travail d’organisation et de classification des archives.Il obtient un baccalauréat ès arts à l'Université Laval en 1967 qu'il enrichit d'une licence en histoire en 1970. La même année, il réalise deux certificats d'études en archivistique à l'Université Carleton et à l'Université Laval. Il complète son parcours académique avec un DESS en archivistique à l'Université de Haute Alsace en 1995.

## Carrière
De 1970 à 1972, il occupe un poste d'archiviste aux Archives nationales du Canada. Il entre en fonction à l'Université de Montréal comme adjoint au directeur du Service des archives de 1972 à 1976 où il lui succède ensuite jusqu'en 1988. Il assure la relève en tant que chargé de cours du premier cours d'archivistique (de 3 crédits) inclus à l'École de bibliothéconomie intitulé «Archives du Québec et du Canada» au cours de l'année 1977-1978. Lors de la réforme du programme de maîtrise mise en œuvre à l'année 1980-1981, deux cours d'archivistique sont alors proposés aux étudiants, soit Archivistique (traitement des archives historiques) et Gestion de la documentation (traitement des documents administratifs) tous deux pris en charge par Carol Couture. Travaillant si bien avec ses collaborateurs Jacques Ducharme et Jean-Yves Rousseau, le Service des archives reçoit en 1981 le Prix de l'Association des archivistes du Québec. Le directeur du Service des archives ne cesse de défendre la légitimité du domaine des archives et réclame une plus grande place de cette branche au sein de l'École de bibliothéconomie. C'est grâce à ses propositions qu'en 1982, une concentration archivistique voit le jour comprenant trois cours et un stage. Carol Couture est également à la base de la création du certificat de premier cycle en archivistique composé de 10 cours de 3 crédits chacun. 
Il devient professeur agréé à mi-temps en 1985 tout en demeurant directeur à mi-temps du Service des archives de l'université. Il s’agit de la création du premier poste de professeur régulier en archivistique à l’École de bibliothéconomie. En 1987, en collaboration avec Jacques Ducharme et Jean-Yves Rousseau, il met en place un programme nommé Groupe interdisciplinaire de recherche en archivistique (GIRA) qui a pour objectif d'enrichir et de contribuer à la recherche du domaine des archives. En 1987, les premières réflexions du groupe se retrouvent dans la création d’un article intitulé « L’archivistique à l’École de bibliothéconomie et des sciences de l’information » écrit par Florence Arès, Carol Couture et Louise Gagnon et publié dans la revue spécialisée en bibliothéconomie et sciences de l’information Argus. Cet article est partagé dans les divers programmes universitaires en bibliothéconomie du Québec. Il engendre la nouvelle base théorique de l’archivistique au Québec et participe à la mise en lumière du GIRA au niveau national et internationale.En 1988, Carol Couture passe à temps plein comme professeur et contribue à l'avancement de la recherche encore peu développée en archivistique.  
En 1991, il devient membre émérite de l’Association des archivistes du Québec. Cette distinction est attribuée à un membre de cette association afin de désigner un représentant ou une représentante qui a apporté une contribution unique s’étalant sur une courte ou une longue période au fonctionnement et à l’organisation de l’Association des archivistes du Québec. Il devient professeur titulaire en 1995 pour être ensuite nommé directeur de École de bibliothéconomie et des sciences de l'information (Université de Montréal) de 2001 à 2005. Cette nomination lui vaut l’exploit d’avoir été le deuxième archiviste en Amérique du Nord à occuper le poste de directeur d’une école de bibliothéconomie et des sciences de l’information. En 2001, Carol Couture se voit décerner le prix Gérard-Morisset, la plus haute récompense accordée par le gouvernement du Québec dans le domaine de la sauvegarde et du rayonnement du patrimoine. Les disciplines qui peuvent se qualifier à l’obtention du prix sont l’archivistique, la conservation, la restauration, l’archéologie, l’ethnologie, l’histoire, la muséologie et la pédagogie.  
De 2006 à 2012, il occupe l'emploi de conservateur et directeur général des archives de Bibliothèque et Archives nationales du Québec. De 2006 à 2012, Carol Couture est également secrétaire-trésorier de l’Association internationale des archives francophones (AIAF). Il a travaillé à l’amélioration du Portail international archivistique francophone (PIAF), un site qui met à disposition des outils en archivistique et qui donne accès à des espaces de formation à distance, de documentation, de recherche et de collaboration. 
En plus d'être chercheur et professeur, il rédige plusieurs ouvrages en collaboration avec Jean-Yves Rousseau dont son premier livre en 1982, Les Archives au XXe siècle : une réponse aux besoins de l'administration et de la recherche, qui renouvelle la vision des archives au Québec faisant la synthèse du records management américain. Ce premier livre s’est écrit dans une perspective de collaboration et de partage de l’expérience concluante et fonctionnelle de la gestion des archives qui se pratique à l’Université de Montréal dans les années 80. Le livre est publié de façon interne par le Secrétariat général de l’Université de Montréal. Il s’est vendu à plus de 13 000 exemplaires, un exploit dans le monde de la publication archivistique. Ce succès mène à la traduction en anglais et en espagnol du livre. Il publie ensuite Les fondements de la discipline archivistique (1994), Les fonctions de l'archivistique contemporaine (1999) qui a été récipiendaire du Prix Jacques-Ducharme 2001 de l'Association des archivistes du Québec, L'archiviste : constructeur, gardien et communicateur (2009) et L' archivistique à l'ère du numérique (2014).
Carol Couture est également le premier président de la Section pour l'enseignement de l'archivistique et la formation des archivistes du Conseil international des archives. Consultant auprès de l'UNESCO, il participe également à plusieurs conférences autour du monde de 1985 à 2001.
Depuis 2006, il est professeur titulaire honoraire à la faculté des arts et des sciences à l’École de bibliothéconomie et des sciences de l'information. 
En 2018, le président du conseil international des archives (ICA) nomme officiellement Carol Couture «Ami de l’ICA». Le statut d’«Ami de l’ICA» est la plus haute distinction que le Conseil international des Archives puisse avoir l’honneur de remettre à un membre ou une membre de la communauté archivistique internationale. 

## Distinctions
- 1991 : Membre émérite de l’Association des archivistes du Québec[8]
- 2001 : Prix Gérard-Morisset[15]
- 2001 : Prix Jacques-Ducharme[8]
- 2018 : Distinction internationale « Ami du Conseil international des Archives »[16]

## Publications
- Les archives au XXe siècle, avec Jean-Yves Rousseau et collaborateurs (préf. de Jean-Claude Delorme), Secretariat général de l'Université de Montréal / Service des archives, 1982, 491 p.[17]
- Les fondements de la discipline archivistique  (préf. Frank B. Evans), Presses de l'Université du Québec, coll. « Gestion de l'information », 1994, 370 p. (ISBN 978-2-7605-0781-4)[13]
- Les fonctions de l'archivistique contemporaine  (préf. Robert Caron), Presse de l'Université du Québec, coll. « Gestion de l'information », 1999, 584 p. (ISBN 978-2-7605-0941-2)[13]
- L' archivistique à l'ère du numérique, Québec, Presses de l'Université du Québec, coll. « Gestion de l'information », 2014, 298 p. (ISBN 978-2-7605-3998-3)[13]

## Fonds d'archives
Le fonds d’archives de Carol Couture est conservé aux Archives de l’Université de Montréal. Le fonds présente des documents témoignant de la carrière et des activités professionnelles, d'enseignement et de recherche de Carol Couture sur plus d’une trentaine d’années.